# Jane McNeill
Jane McNeill es una actriz de teatro, cine y televisión estadounidense, más conocida por el público por su papel televisivo recurrente en la segunda temporada de la exitosa serie The Walking Dead interpretando a Patricia.

## Vida personal
Nació en Whiteville (Carolina del Norte) y asistió a la Universidad de Carolina del Norte en Chapel Hill, donde estudió arte dramático y se graduó con una licenciatura en periodismo. Después de diez años en el teatro regional y Chicago, obtuvo una maestría en educación en la Universidad DePaul. En 2008, después de sobrevivir al cáncer de mama, volvió a actuar.

## The Walking Dead
En la segunda temporada de The Walking Dead, McNeill interpretó a Patricia, la esposa de Otis (Pruitt Taylor Vince) y enfermera en la Granja Greene. Patricia queda devastada por la muerte de Otis, pero aceptándolo decide seguir con su vida. En el último episodio de dicha temporada, Lori Grimes (Sarah Wayne Callies) le dice a Carol Peletier (Melissa McBride) que busque a los demás para escapar de la manada de zombis que invaden la granja. Trata de escapar corriendo de la mano con Beth Greene (Emily Kinney) cuando un zombi atrapa a Patricia y rápidamente la muerde en el cuello, más zombis se le abalanzan y la muerden en distintas partes del cuerpo. Patricia aún con vida se aferra fuerte a la mano de Beth, quien gritaba horrorizada viendo como los zombis la atacan y se rehúsa a soltarla. En ese momento Lori regresa y salva a Beth de una muerte segura, al instante se ve cómo los zombis devoran completamente a Patricia. Al final del episodio los sobrevivientes del ataque se reúnen y Hershel Greene (Scott Wilson) pregunta por Patricia y Beth triste le cuenta lo que le sucedió y se echa a llorar.

## Filmografía
| Año       | Título                 | Papel            | Notas                                                 |
| --------- | ---------------------- | ---------------- | ----------------------------------------------------- |
| 2011-2012 | The Walking Dead       | Patricia         | Personaje Recurrente (Temporada 2, 11 episodios)      |
| 2012      | El avispero            | Vikki Luby       | Personaje secundario                                  |
| 2012      | The Bay                | Víctima #1       | Personaje secundario                                  |
| 2013      | Prisioneros            | Enfermera        | Personaje secundario                                  |
| 2013      | The Last of Robin Hood | Cynthia Gould    | Personaje secundario                                  |
| 2013      | Dallas Buyers Club     | Francine Suskind | Personaje secundario                                  |
| 2013      | Don't Know Yet         | Roberta          | Personaje secundario                                  |
| 2013      | Bonnie y Clyde         | Mom Johnson      | Invitada, (Temporada 1, episodio 2)                   |
| 2014      | Rectify                | Debbie Wages     | Invitada, "Sleeping Giants" (Temporada 2, episodio 2) |
| 2014      | Times Like Dying       | Bank Teller      | Corto                                                 |
| 2014      | Where the Devil Hides  | Mamá de Sarah    | Personaje secundario                                  |
| 2015      | Mississippi Grind      | Bloody Mary Kate |                                                       |
| 2015      | Well Wishes            | Mamá de Penelope |                                                       |
| 2015      | Magic Mike XXL         | Mae              |                                                       |
| 2015      | Wake of Vultures       | Kristine Spears  |                                                       |
| 2020      | Uncle Frank            | Neva             |                                                       |